# Kasr al-Farid
Kasr al-Farid (arab. ‏قصر الفريد‎, Qaṣr al-Farīd) – grobowiec-mauzoleum wykuty w litej skale z I wieku n.e. w Al-Uli w Arabii Saudyjskiej, znajduje się na stanowisku archeologicznym Hegra w Mada’in Salih, wpisanym na listę światowego dziedzictwa UNESCO.

## Historia
Grobowiec powstał około I wieku n.e. w dolinie Al-Ula. Nie został ukończony, zapewne nie dokonano w nim żadnego pochówku (mimo tego jest niekiedy nazywany grobowcem Lihjana, syna Kuzy). Jest jednym z 93 tego typu obiektów na stanowisku Mada’in Salih z czasów nabatejskich. Muhammad Ibn Battuta odwiedził stanowisko w XIV wieku, wśród lokalnej ludności było ono uważane za przeklęte, gdyż sądzono, że liczne grobowce to domy ludu Samud. Od 2008 roku stanowisko archeologiczne Hegra (Al-Hidżr) w Mada’in Salih wraz z grobowcem wpisano na listę światowego dziedzictwa UNESCO.

## Architektura
Obiekt wolno stojący, wykuty w monolicie zbudowanym z piaskowica, odizolowany od reszty grobowców (oraz największy z nich), które są na tym stanowisku skupione w grupy; arabska nazwa Kasr al-Farid oznacza „samotny zamek”. Fasada, najwyższa ze wszystkich grobowców stanowiska, mierzy 13,85 m wysokości. Na stosunkowo prostej fasadzie znajdują się cztery pilastry (w innych grobowcach występują zazwyczaj dwa), zwieńczone koronami nabatejskimi. Fasada grobowca jest narażona na silne wiatry, które z biegiem wieków doprowadziły do jej erozji. Otwór wejściowy zwieńczony frontonem. Wewnątrz znajdują się inskrypcje.

## Galeria

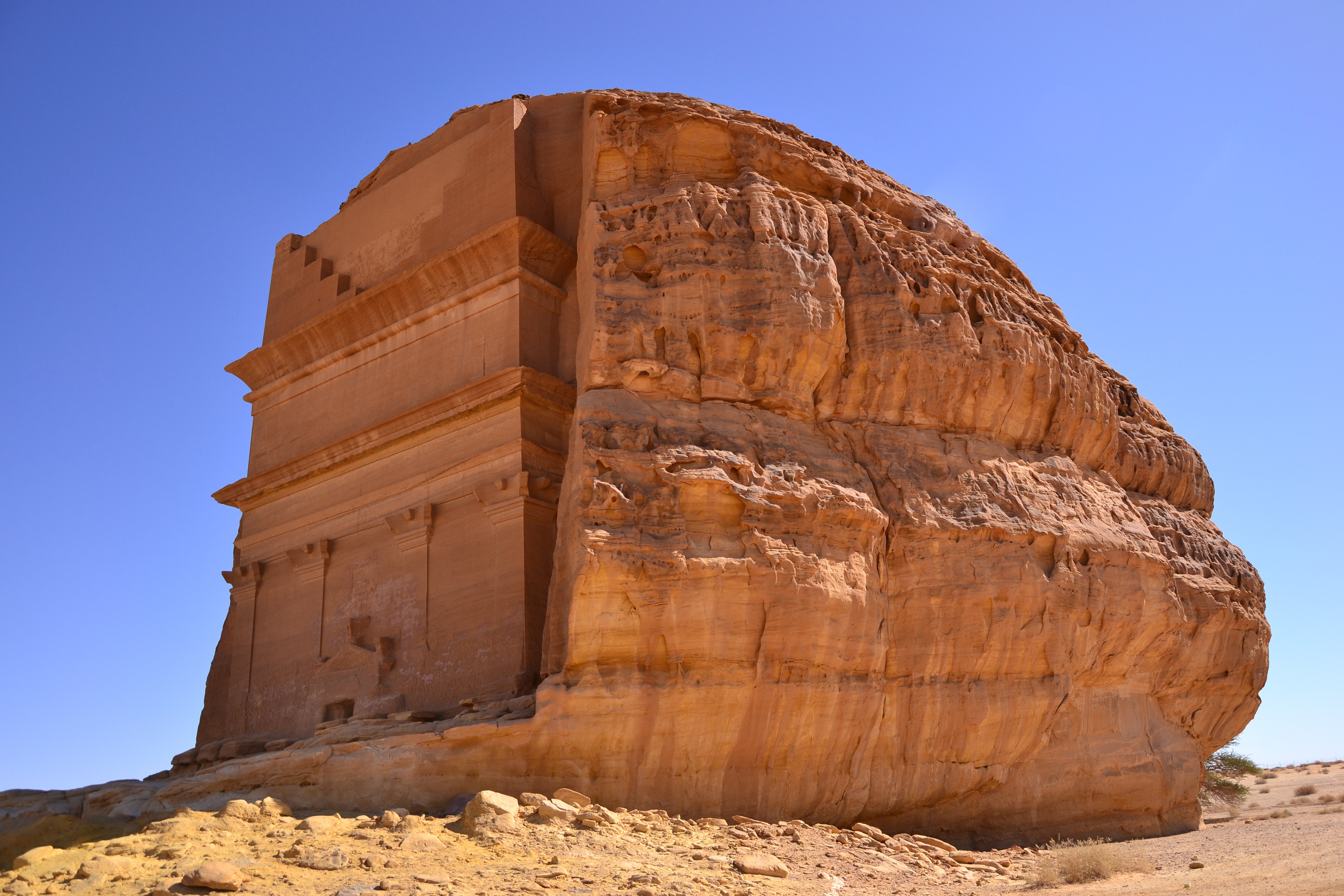
Widok z boku (2012)
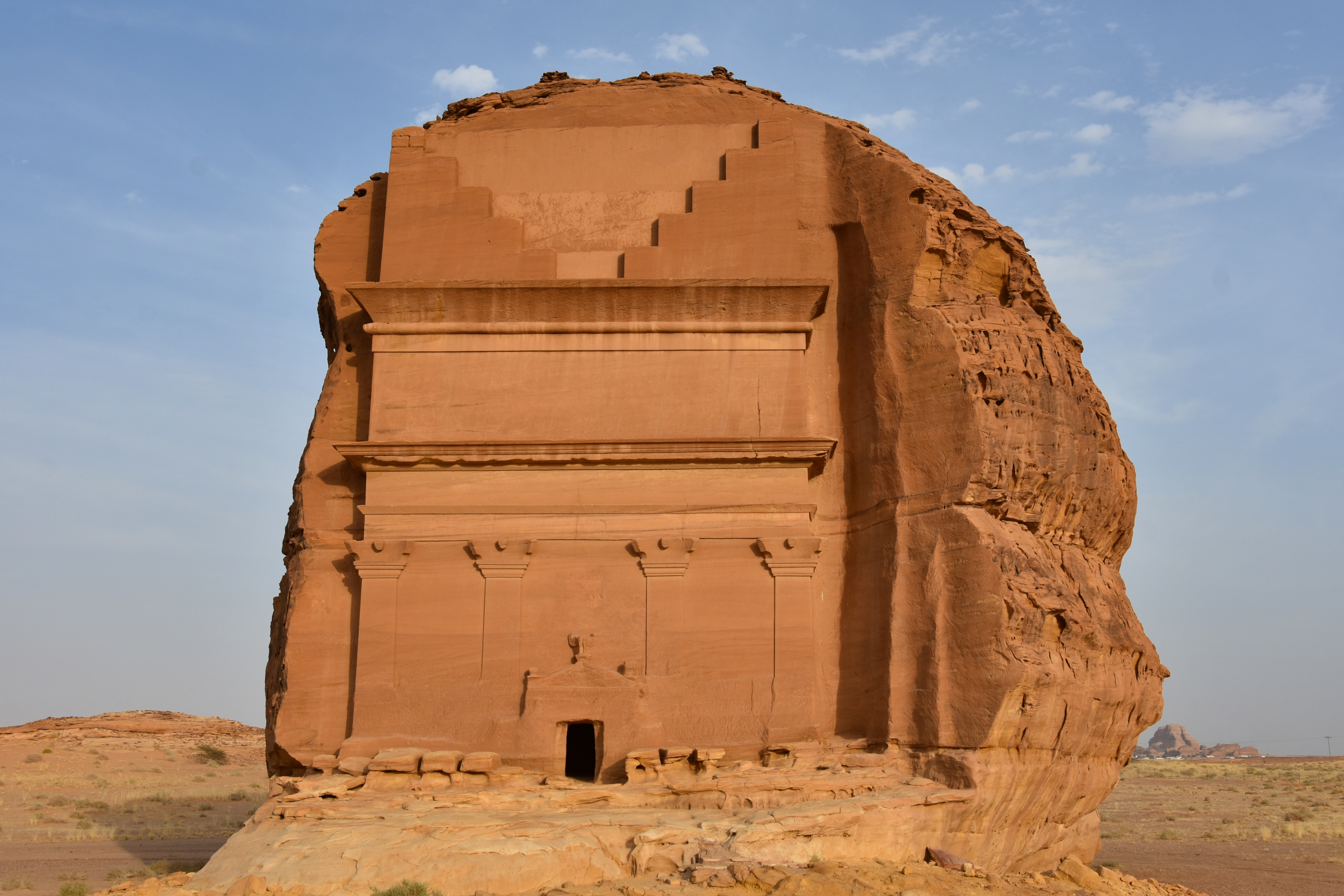
Fasada (2021)
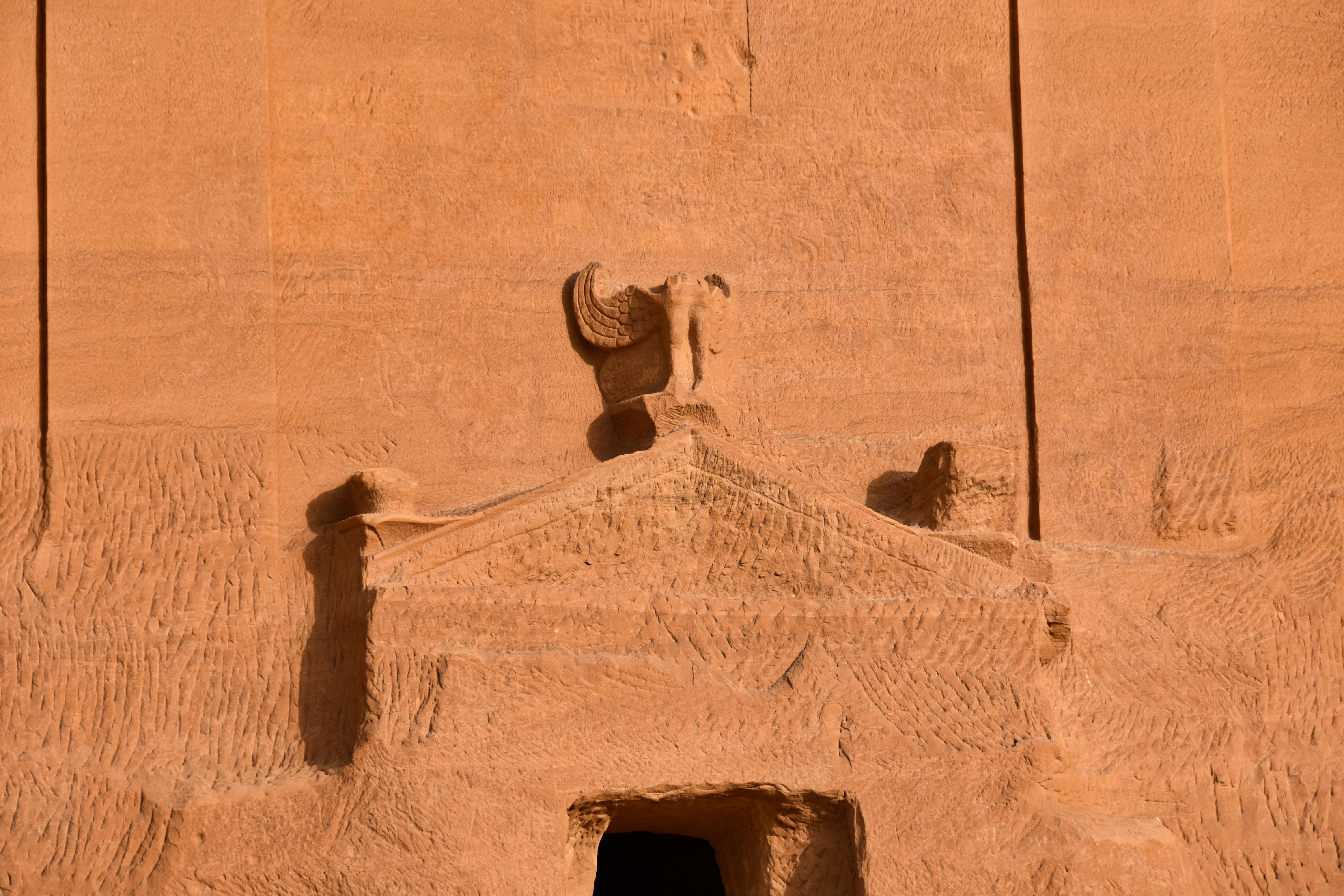
Fronton (2021)
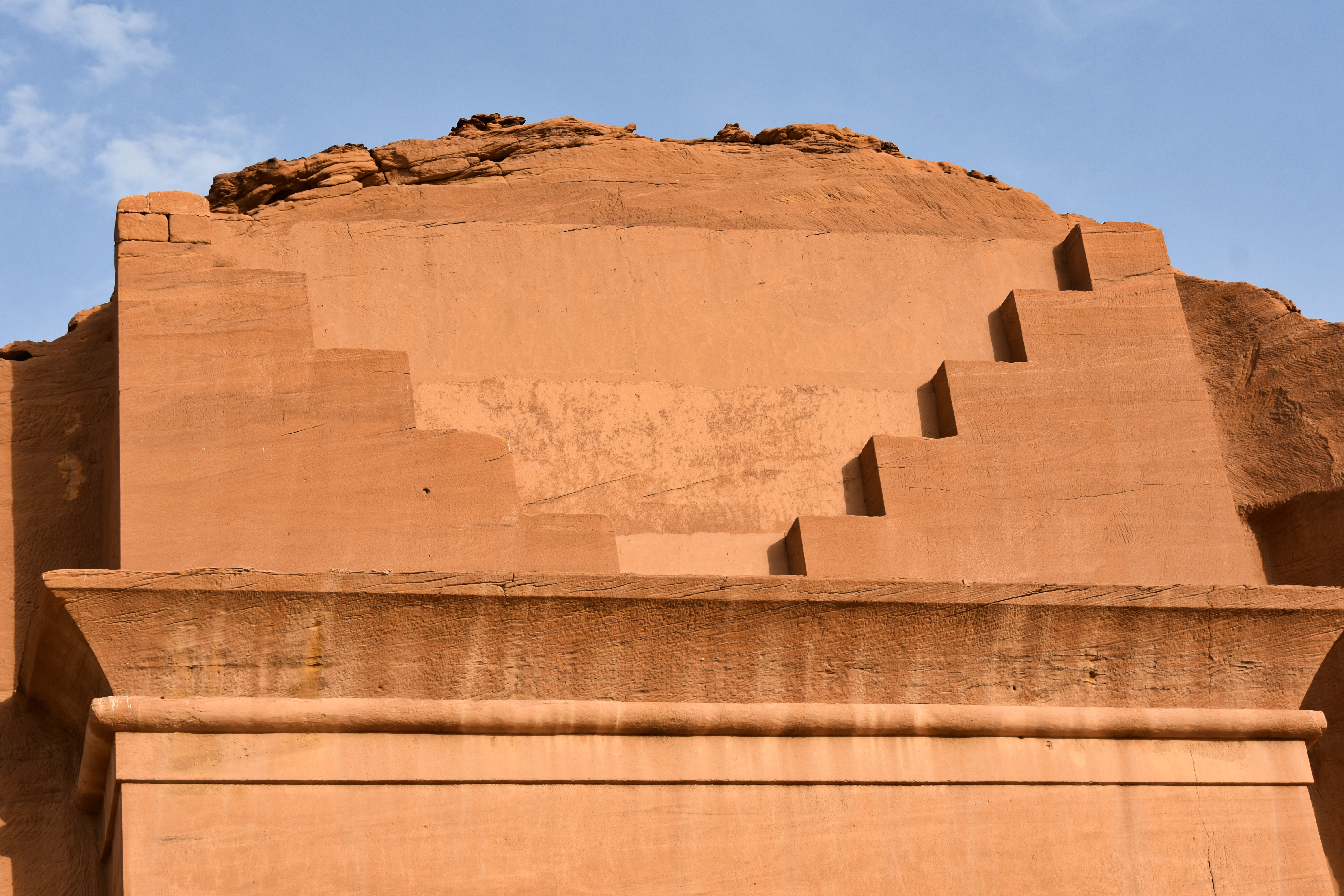
Zwieńczenie fasady (2021)